# Never Trust a Stranger
Never Trust a Stranger is een nummer van de Britse zangeres Kim Wilde. Het is de derde single van haar zesde studioalbum Close uit 1988. Op 19 september dat jaar werd het nummer op single uitgebracht.

## Achtergrond
De single was de opvolger van de hit You Came en werd in de herfst van 1988 uitgebracht. "Never Trust a Stranger" werd vooral in Europa een grote hit. Zo bereikte de single in Wilde's thuisland het Verenigd Koninkrijk de 7e positie in de UK Singles Chart. In Denemarken werd de 2e positie bereikt, Zweden de 12e, Frankrijk de 20e, Finland en Zwitserland de 4e, Oostenrijk de 7e en Duitsland de 11e positie.
In het Nederlandse taalgebied overtrof de single het succes van de voorganger.
In Nederland werd de single in de herfst van 1988 veel gedraaid op Radio 3 en werd een grote hit in de destijds twee landelijke hitlijsten op de nationale publieke popzender. De single bereikte de 4e positie in de Nederlandse Top 40 en piekte op de 3e positie in de Nationale  Hitparade Top 100.
In België bereikte de single de 6e positie in de voorloper van de Vlaamse Ultratop 50 en de 4e positie in de Vlaamse Radio 2 Top 30. In Wallonië werd géén notering behaald.
In de sinds december 1999 jaarlijks uitgezonden NPO Radio 2 Top 2000 van de Nederlandse publieke radiozender NPO Radio 2 stond de single uitsluitend in 2000 in de lijst genoteerd op een 747e positie.

## NPO Radio 2 Top 2000
Never Trust a Stranger stond alleen in 2000 in de NPO Radio 2 Top 2000, op plek 747.